# Geforce

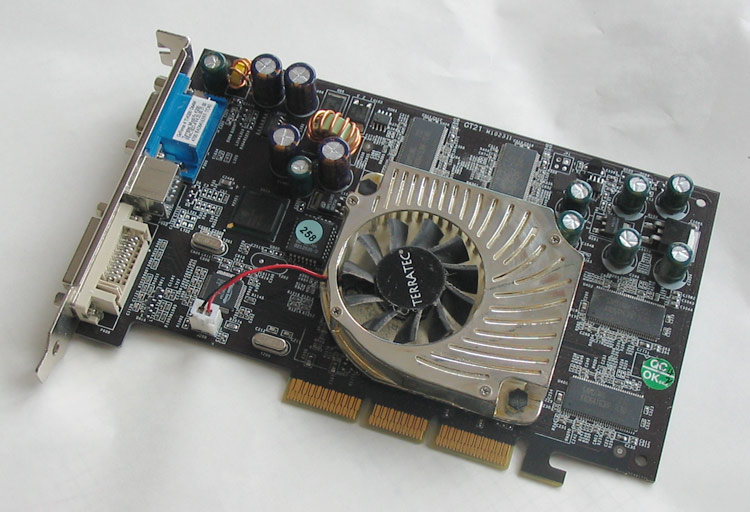
Geforce 4200 (AGP).

Geforce, i marknadsföring skrivit GeForce, är en serie grafikprocessorer utvecklade av Nvidia. De första Geforceprodukterna var avsedda för användare med mycket höga krav, men senare har produktserien expanderats för att täcka hela marknaden. Hittills har det kommit tolv utgåvor i Geforce-serien.
Namnet Geforce var vinnaren i en tävling utlyst av Nvidia under 1999, där ersättaren till Riva TNT-korten skulle namnges.

## Generationer

### Geforce 256
Första korten med hardware transform, lighting & shading. Den första generationen kallas även enbart Geforce. Lanserades i augusti 1999.

### Geforce 2
2:a generationens grafikprocessorer från Nvidia.
Budgetkortet MX är ett av de mest sålda korten genom tiderna. Lansering: april 2000.

### Geforce 3
3:e generationens grafikprocessorer från Nvidia.
Första Geforcekortet med DX8-stöd Lansering: februari 2001.

### Geforce 4
4:e generationens grafikprocessorer från Nvidia.
Separat uppgradering av GF3. Lansering: februari 2002.

### Geforce FX
5:e generationens grafikprocessorer från Nvidia.
Första Geforcekortet med DirectX9-stöd. Lansering: 2003

### Geforce 6
6:e generationens grafikprocessorer från Nvidia.
Lägger till Vertex Shader 3.0 och Pixel Shader 3.0 också första nVidia chipset med SLI. Lansering: april 2004.

### Geforce 7
7:e generationens grafikprocessorer från Nvidia.
Förbättring av Geforce 6, ökad prestanda. Lansering: juni 2005.

### Geforce 8
8:e generationens grafikprocessorer från Nvidia.
Stöd för DirectX 10. Shader model 4.0. Lansering: 9 november 2006.
8800-serien är den serie som var mest använd av "gamers" och hade klart bättre prestanda än exempelvis 8600GTS. 8800-serien var mycket framgångsrik och spelade stor roll i nvidias vinst på över 1 miljard dollar under 2007.
Nvidia förbjöd sina återförsäljare att sälja fabriksöverklockade 8800 GTS 512 kort. De gjorde detta p.g.a. att de hade bättre prestanda än de med vanliga frekvenser, inte så mycket högre pris och de vill inte att de ska överglänsa 8800 Ultra - GTX modellerna.

### Geforce 9
9:e generationens grafikprocessorer från Nvidia.
Det nya GeForce 9600 GT lanserades 21 februari 2008, och var det första kortet ur 9xxx serien.

### Geforce 100 (OEM)
Kort i 100-serien var omdöpta kort ur 9000-serien med mellan 8 och 128 CUDA-kärnor och såldes endast tillsammans med färdigbyggda datorer. Lanserades i januari 2009. 

### Geforce 200 (GT200)
10:e generationen grafikprocessorer från Nvidia.
de första två korten släpptes i juni 2008, dvs GTX 260 och GTX 280. Korten hade initialt 65nm tillverkningsteknik, vilket förminskades till 55nm.
55nm kretsen heter GT200b

### Geforce 300 (OEM)
Kort i 300-serien var omdöpta budgetkort ur 200-serien och såldes endast tillsammans med färdigbyggda datorer. Lanserades i november 2009. 

### Geforce 400 (Fermi)
11:e generationens grafikprocessorer från Nvidia.
Fermi är familjenamnet för kärnorna gf100, gf104, gf106 gf108. tillverkad med 40nm teknik.
första grafikkortsfamiljen som stöder directx11 från Nvidias sida.
släpptes i slutet av mars 2010

### Geforce 500 (Fermi 2.0)
12:e generationens grafikprocessorer från Nvidia.
En krets vid namn GF110, vilket i grund och botten är den äldre GF100 med alla CUDA kärnor upplåsta, men den har även gått genom små förbättringar, som minskad strömförbrukning.

### Geforce 600 (Kepler)
13:e generationens grafikprocessorer från Nvidia.
Nvidias första 28nm Grafikprocessor, tillverkas av TSMC och släpptes på marknaden under Q1 2012. Använder kretsen vid namn GK104.

### Geforce 700 (Kepler 2.0+Maxwell)
14:e generationens grafikprocessorer från Nvidia. Lansering 2013. 
Alla kort i denna serie använder Kepler-arkitekturen, förutom GTX 750 och GTX 750 Ti

### Geforce 800 (Maxwell)
Lanserades år 2013.

### Geforce 900 (Maxwell)
Lanserades år 2014 och är den andra desktop-versionen av Maxwell. De är även de första grafikkorten som har VXGI och MFAA. 900 serien är den första med bra stöd för 4K.

### Geforce 10-serien (Pascal)
Lanserades i april år 2016 och är optimerad för Virtual Reality. Grafikkorten använder Pascal-arkitektur och transistorer med 16nm FinFet-teknologi.
Pascals konsumentinriktade kretsar:
- GP102: Används i modellen Titan X med en minnesmängd på 12GB GDDR5X, 384bit minnesbuss och 480GB/s minnesbandbredd.[4]
- GP104: Används i modellerna GeForce GTX 1070 (GDDR5-minne) och GTX 1080 (GDDR5X-minne).
- GP106: Används i modellen GeForce GTX 1060 med en minnesmängd på antingen 3 eller 6GB GDDR5.
- GP107: Används i modellerna GeForce GTX 1050 Ti och GeForce GTX 1050.[5]

### Geforce 20-serien (Turing)
Lanserades år 2018. Detta var den första generationen av kort med Nvidias RTX-teknologi.

### Geforce 16-serien (Turing)
Lanserades år 2019 som en billigare version av 20-serien.

### Geforce 30-serien (Ampere)
Presenterades den 1 september 2020. Baseras på Samsung 8nm-teknologi.